# Scott Putski
James Scott Bednarski, né le 22 mai 1966, plus connu sous le pseudonyme de Scott Putski est un catcheur américain. Il est catcheur de seconde génération, étant le fils d'Ivan Putski, avec qui il a travaillé à plusieurs reprises.

## Carrière

### Début à laNational Wrestling Alliance World Championship Wrestling(1988)
En juin 1988, Scott Putski débute dans la fédération de Jim Crockett. Il combat contre David Isley et gagne.

### Global Wrestling Federation(1991–1992)
Après être allé à la Texas Christian University, où il joue au football américain au poste de running back, Bednarski est entraîné au catch par son père Józef et débute à la Texas All Star Wrestling, en 1986, en faisant équipe avec lui. Le 28 mai 1991, il fait un match d'essai pour la World Wrestling Federation en battant le Brooklyn Brawler, mais il n'est pas embauché. À la fin de l'année 1991, il commence à travailler à la Global Wrestling Federation basée à Dallas.
Le 20 mars, Putski et Terry Simms remportent le championnat par équipe contre la Coast to Coast Connection (« Hollywood » John Tatum et « California Studd » Rod Price). Moins d'un mois plus tard, le 17 avril, les ceintures sont retirées après un match contre les Goodfellows (Gary Young et Steven Dane). Ces derniers gagnent le match retour et sont déclarés champions incontestés.
Le 29 mai, Putski bat Johnny Mantell dans un tournoi pour remporter le North American Heavyweight Championship, le titre le plus prestigieux de la fédération qui avait été laissé vacant par « Hot Stuff » Eddie Gilbert quand il a rejoint la United States Wrestling Association à Memphis. Il retient le titre jusqu'à son renvoi en août.

### World Wrestling Federation(1993, 1994)
Le 4 et 5 janvier 1993, Putski apparaît à nouveau à la World Wrestling Federation dans des dark matchs pour des enregistrements télévisés, mais, encore une fois, n'est plus vu jusqu'à un spectacle non retransmis au Madison Square Garden le 17 janvier 1994. Il bat Iron Mike Sharpe lors du match d'ouverture et revient pour le main event, une bataille royale de 30 catcheurs, durant 12 minutes et remporté par Fatu des Headshrinker.

### Retour à laWorld Wrestling Federation(1997)
Après plusieurs tournées au Japon, qui inclut la perte de son masque de Konnan 2000 contre Rubén El Púas Olivares le 8 mai 1997, Putski retourne à la World Wrestling Federation durant l'année. Le 12 mai, lors d'un épisode de Raw, où il bat Leif Cassidy. Par la suite, il commence une rivalité contre le poids léger Brian Christopher et fait même équipe avec son père Ivan Putski, pour remporter un match contre Christopher et son père Jerry Lawler, le 14 juillet. Après la rivalité, il bat plusieurs jobbers, avant de perdre contre Christopher par blessure, lorsque l'arbitre a à arrêter le match pendant le pay-per-view Ground Zero: In Your House le 7 septembre. Putski demande à être libéré de son contrat et quitte la fédération par la suite.

### World Championship Wrestling(1998)
Putski fait une courte pause, puis rejoint la World Championship Wrestling. Il débute la 4 mai 1998, dans un épisode de Monday Nitro contre Kidman, dans un match qui finit sans vainqueur. Le 6 juillet, lors de Nitro, il obtient sa première victoire contre Scotty Riggs. Putski catche ensuite contre le champion de la télévision Chris Jericho, mais ne parvient pas à lui prendre le titre. Il quitte la fédération à la fin de l'année 1999.

### Professional Championship Wrestlinget retraite (2003)
Après une pause de 4 ans, Putski débute, le 31 mai 2003, dans la fédération Professional Championship Wrestling basée à Arlington. Il y forme une équipe avec Cedric Crain : les Cowboys From Hell. Rapidement, elle remporte le championnat par équipe. Le 26 juillet, il participe à son dernier match dans l'entreprise et l'équipe perd le titre contre Apocalypse et Tim Storm.

### Retour dans l'industrie (2013-présent)
Après une pause de dix ans, Putski retourne sur les rings pour la National Wrestling Alliance dans leur promotion Ark-La-Tex étendue entre l'Arkansas, la Louisiane et le Texas. Le 30 juin 2013, Putski en devient le premier champion en battant Killer McKenzie.

## Palmarès
- Continental Wrestling Alliance
  - Champion poids lourd de la CWA (1 fois)[4],[5]
- Global Wrestling Federation
  - GWF North American Heavyweight Championship (1 fois)[6]
  - GWF Tag Team Championship (1 fois) – avec Terry Sims[7]
  - GWF Texas Heavyweight Championship (1 fois)[8]
- NWA Ark-La-Tex
  - NWA Ark-La-Tex Heavyweight Championship (1 fois)
- Professional Championship Wrestling
  - PCW Tag Team Championship (1 fois) – avec Cedric Crain[1]
- Pro Wrestling Illustrated
  - no  67 sur 500 de la liste des meilleurs catcheurs de l'année 1995[9]
- United States Wrestling Federation (Texas)
  - PCW Tag Team Championship (1 fois) – avec Cedric Crain[1]
  - USWF Texas Heavyweight Championship (1 fois)[1],[4]
  - USWF Light Heavyweight Championship (1 fois)[4]
- Wrestle Association R
  - WAR World Six-Man Tag Team Championship (1 fois) – avec Bob Backlund et The Warlord[10]